# Gerson Santo
Gerson Do Espirito Santo (Río de Janeiro, Estado de Río de Janeiro, Brasil, 12 de mayo de 1991) es un baloncestista brasilero que pertenece a la plantilla del Bahía Basket de la Liga Nacional de Básquet de Argentina. Con 2,06 metros de altura, juega en la posición de pívot.

## Trayectoria

### Clubes
| Club            | País      | Año             |
| --------------- | --------- | --------------- |
| Mogi das Cruzes | Brasil    | 2015 - 2017     |
| Bahía Basket    | Argentina | 2017 - Presente |